# Wolfmother
Wolfmother — австралийская рок-группа, образовавшаяся в Эрскинвилле, Сидней, в 2000 году и с 2004 года исполняющая хард-рок с элементами психоделики и стоунер-рока, основываясь на наследии конца 1960-х — начале 1970-х годов, прог-роке, гранже и нео-блюзе. Обладатель множества музыкальных наград, в том числе Грэмми за «Лучшее хард-рок исполнение» с синглом «Woman».

## История группы

### Начало карьеры и мировой успех:2000 — 2007
Первый состав группы — гитарист и вокалист Эндрю Стокдейл (англ. Andrew Stockdale), бас-гитарист и клавишник Крис Росс (англ. Chris Ross), и барабанщик Майлс Хескетт (англ. Myles Heskett). Первая демо-запись была сделана в 2004 году и предназначалась лишь для личных целей, но оказалась настолько удачной, что тут же обеспечила группе контракт с местным независимым лейблом Modular Records. Второй релиз — EP Dimensions обеспечил группе переход на мэйджор-уровень (в США распространением группы занялся Interscope, а в Европе — Island). Дебютный альбом Wolfmother (2005) поднялся до #22 в Billboard 200, стал у себя на родине пятикратно платиновым и получил несколько наград, в частности, J Award («Лучший альбом», 2005) и ARIA Awards («Лучший рок-альбом», 2006). В 2007 году сингл «Woman» обеспечил группе награду Грэмми как «Лучшее хард-рок исполнение» (Best Hard Rock Performance, 2007).

### Распад, воссоединение с новым составом и второй альбом:2008 — 2013
В августе 2008 года по причине «непримиримых личных и музыкальных разногласий» Росс и Хескетт покинули группу, а в феврале 2009 года их заменили барабанщик Дэйв Эткинс (англ. Dave Atkins), гитарист Эйдан Нэмет (англ. Aidan Nemeth) и басист-клавишник Иэн Перес (англ. Ian Peres). В марте того же года новый состав приступил к работе над вторым студийным альбомом, который вышел 23 октября 2009 года под названием Cosmic Egg. Запись получила высокие оценки критиков и стала международным бестселлером (#16 Billboard 200, #12 Сanadian Chart, #35 UK). Вслед за выходом альбома группа отправилась в «New Moon Rising World Tour», отыграв концерты в странах Европы, Северной Америки, Азии и в Австралии.
В феврале 2010 группу покидает барабанщик Дэйв Эткинс и на его место приходит Уилл Роквэл-Скот (Will Rockwell-Scott). В группе началась затяжная череда изменений в составе, что значительно затормозило прогресс коллектива. В феврале 2012 года из группы уходят Нэмет и Роквэл-Скот и на их место приглашаются Вин Стил (Vin Steele) и Хэмиш Россер (Hamish Rosser) соответственно. Также на должность клавишника к группе присоединяется Эллиот Хаммонд (Elliott Hammond). Россер вскоре покидает коллектив, и место барабанщика в итоге занимает действующий на тот момент ритм-гитарист Вин Стил.

### Разрыв с лейблом, сольное творчество лидера и третий альбом:2013 — 2014
В 2013 году вовсю готовился выход нового альбома, но неожиданно для всех в начале марта появилось официальное заявление о том, что Wolfmother распадаются и следующий альбом выйдет как сольный дебют Эндрю Стокдейла. Альбом Keep Moving вышел 7 июня 2013 года и содержал в себе больше мотивов фолка, кантри и блюза, нежели традиционного для Wolfmother хард-рока и нео-психоделии. Альбом не был успешен, дойдя до 32 места в Австралийском чарте, и более нигде не отметился.
Группа отыграла свой последний концерт 28 апреля 2013 года, открывая шоу Aerosmith в Мельбурне. Стокдейл заявил, что название «Wolfmother» более никогда не будет использоваться, а текущий состав группы будет выступать как его сольный коллектив. Несмотря на это, летом 2013 года появляются новые концертные даты под старым названием. Также становится известно, что группа разорвала контракт со своим выпускающим лейблом. Эндрю Стокдейл объяснил это тем, что «лейбл слишком затягивал выход нового альбома, и мы решили выпустить его сами». В декабре в сеть попадают демо-версии восьми готовящихся к выходу треков.
23 марта 2014 года, практически без предупреждения, группа самостоятельно выпустила свой новый 10-трековый альбом New Crown посредством сервиса Bandcamp. Днём позже альбом вышел на iTunes, а осенью, в официальном интернет-магазине, альбом стал доступен на CD и виниле лимитированным тиражом. New Crown, по сути являясь DIY-релизом, записанным на репетиционной студии, практически не получил огласки в крупных СМИ, но всё же на одну неделю попал на 160 место Американского чарта Billboard-200. Летом 2014 года группа выступила в Москве, в рамках фестиваля Park Live на ВДНХ.
В июне 2015 года на официальной странице Wolfmother в Instagram стали появляться фото процесса записи нового альбома. Запись проходила в Лос-Анджелесе на «Henson Studios», под руководством именитого рекорд-продюсера Брендана О’брайна. 20 июля 2015 года на пресс-конференции Эндрю заявил, что 25 сентября 2015 года в свет выйдет юбилейное переиздание дебютного альбома Wolfmother, которое включит в себя оригинальные композиции, би-сайды, а также демозаписи 2000—2005 годов, ранее никогда не публиковавшиеся. О новом альбоме Эндрю сказал одно: его стоит ждать в 2016 году.

### Выпуск четвёртого альбома и уход в свободное плавание:2015 — наше время
19 ноября 2015 года Эндрю Стокдейл в соцсетях официально анонсирует выход четвёртого альбома Wolfmother, который получил название Victorious. Альбом был выпущен компанией Universal и увидел свет 19 февраля 2016 года. Гитары, бас и вокал были записаны Эндрю Стокдейлом, за ударные партии отвечали сессионные музыканты Джош Фриз и Джоуи Варнокер, за клавишные отвечал басист группы Йен Перес. Продюсер альбома — знаменитый Брендан О’Брайен. 19 ноября на радио «Beats 1» был презентован одноимённый сингл. После релиза альбома группа отправилась в масштабный тур по США, Европе, Австралии и Новой Зеландии, отыграв за 2 года более 140 концертов, в том числе на разогреве у Guns N’ Roses. По окончании тура, 14 ноября 2017 года, группа выложила в сеть свой новый номерной сингл, записанный в домашних условиях и получивший название «Freedom Is Mine».
В сентябре 2018 года Эндрю Стокдейл опубликовывает свой второй сольный альбом под названием Slipstream. К этому моменту Йен Перес, пребывавший в роли бас-гитариста и клавишника с 2009 года, окончательно покидает коллектив. Несмотря на то, что альбом имел сольный статус, Эндрю, собрав новый состав и вернув на место ударника Хемиша Россера, с которым группе уже доводилось играть в 2012 и 2017 годах, отправляется в небольшое турне, исполняя в том числе песни Wolfmother.
В конце декабря 2019 года состоялся официальный релиз пятого студийного альбома Wolfmother Rock'n'Roll Baby, записанного собственными силами. Группа продолжает давать концерты, но в силу сложностей, связанных с пандемией COVID-19, многие выступления, в том числе и саппорт-тур с группой Primus, переносятся или отменяются вовсе.
В ноябре 2021 года группа выкладывает в Сеть новый альбом, получивший название Rock Out. Записанный и выпущенный собственными силами при участии барабанщика Хэммиша Россера, альбом представляет собой типичную хард-рок запись в духе Black Sabbath, но с соответственным для домашних записей группы низким качеством звучания. Спустя неделю после выхода Rock Out Wolfmother выпускает сингл под названием «Midnight Train», который не вошёл в новый альбом.

## Дискография

### Альбомы
- Wolfmother (2005, #3 AUS, #25 UK, #22 US)

- Cosmic Egg (2009, #3 AUS, #35 UK, #16 US, #12 Can)

- New Crown (2014, #160 US)
- Victorious (2016, #17 AUS, #9 GER, #25 UK, #71 US)[16]
- Rock'n'Roll Baby (2019)
- Rock Out (2021)

### EP’s
- Wolfmother (2004)
- Dimensions (2006)
- Please Experience Wolfmother Live (2007)
- New Moon Rising (2009)
- iTunes Live from Sydney (2010)

### Сборники и переиздания
- Wolfmother 10th Anniversary Edition (2015)

### Синглы
- Mind’s Eye/Woman (2005, #29 AUS)
- White Unicorn (2006, #33 AUS, #29 US)
- Dimensions (2006, #49 UK)
- Woman (2006, #34 AUS, #31 UK, #7 US)
- Love Train (2006, #62 UK)
- Joker & the Thief (2006, #8 AUS, #64 UK, #27 US)
- Back Round (2009, #100 AUS)
- New Moon Rising (2009, #67 AUS, #32 US)
- White Feather (2010)
- Far Away (2010)
- Victorious (2015)
- Freedom Is Mine (2017)
- Happy Wolfmother's Day (2018)
- Higher (2019)
- Chase the Feeling ft. Chris Cester (2019)
- High on My Own Supply (2020)
- Midnight Train (2021)

### Видео
- Please Experience Wolfmother Live (2007)

## Участники Wolfmother
Состав группы (2021)
- Andrew Stockdale — вокал, гитара (2004 — по настоящее время)
- Alexx McConnell — бас (2021 — по настоящее время)
- Hamish Rosser — ударные (2012 — 2013, 2017 — 2020, 2021 — по настоящее время)